# Fadia Omrani
Pour les articles homonymes, voir Omrani.
Fadia Omrani, née le 27 février 1984, est une handballeuse tunisienne. Elle mesure 1,71 m.
Elle évolue au poste de gardienne avec le Club africain. Elle fait également partie de l'équipe de Tunisie, avec laquelle elle participe au championnat du monde 2013 en Serbie et au championnat du monde 2017 en Allemagne.

## Palmarès en équipe nationale
Championnats du monde
- 14e au championnat du monde 2009
- 17e au championnat du monde 2013
- 24e au championnat du monde 2017

Championnats d'Afrique
- Médaille d'or au championnat d'Afrique 2014
- Médaille d'argent au championnat d'Afrique 2012
- Médaille d'argent au championnat d'Afrique 2010
- Médaille de bronze au championnat d'Afrique 2021

## Distinctions personnelles
- Meilleure gardienne de but du championnat d'Afrique 2021[3].